# 勒厄德拉湖
57°52′06″N 26°39′08″E / 57.8684314°N 26.6522796°E
勒厄德拉湖，是愛沙尼亞的湖泊，位於該國東南部，由沃魯縣負責管轄，長3.8公里、寬0.5公里，面積0.99平方公里，該湖泊平均水深3.9米，最大水深8米。